# Per Stig Møller
Per Stig Møller (født 27. august 1942 på Frederiksberg) er en dansk politiker, litterat, og dr.phil., der var miljøminister fra 1990 til 1993, udenrigsminister fra 2001 til 2010 samt kultur- og kirkeminister fra 2010 til 2011. Han var fra 1984 til 2015 medlem af Folketinget, hvor han repræsenterede Det Konservative Folkeparti. Han var ydermere formand for Det Konservative Folkeparti fra 1997-1998. Før sin politiske karriere var han i mange år medarbejder i Danmarks Radio og har desuden været ansat ved universiteter i København og Paris.

## Baggrund
Per Stig Møller er født på Frederiksberg i en familie af politikere. Hans forældre var tidligere medlemmer af Folketinget, finansminister Poul Møller og journalist Lis Møller. Han har to søskende, Hanne (født 1939) og Niels Erik (født 1948).
Per Stig Møller gik på Lindevangskolen 1949-1954, blev nysproglig student fra Frederiksberg Gymnasium 1961 og mag.art. i komparativ litteraturvidenskab fra Københavns Universitet 1967. Han var kandidatstipendiat samme sted (1968-1971), senere seniorstipendiat (1971-1973) og i 1973 blev han dr.phil.
Per Stig Møller var gift med Gitte Jæger i et par år i midten af 1960'erne. Sammen fik de sønnen Asger Stig Møller (1965-2010). Per Stig blev i 1969 gift med Sally Møller (f. Jørgensen), som døde af kræft i 2001. I dag er han gift med den kinesisk fødte erhvervskvinde Xukun Ji, som kom til Danmark i år 2000. De indledte deres forhold i 2001.

## Tidlige karriere
- Litteraturredaktør ved B.T. (1967-69).
- Medarbejder ved Berlingske Aftenavis og Berlingske Tidende (1969-72).
- Lektor ved Sorbonne, Paris (1974-76).

For Danmarks Radio i flg. stillinger:
- Kulturredaktør (1973-74).
- Souschef i kultur- og samfundsafdelingen 1974 og igen (1976-79).
- Programchef (1979-84).
- Næstformand for Radiorådet (1985-86).
- Formand for samme (1986-87).

## Politisk karriere

### Ungkonservativ og centrumdemokrat
Som gymnasieelev var Per Stig Møller formand for Konservative Gymnasiaster og blev efterfølgende formand for Konservative Studenter. Derefter var han i en kortere periode i 1973-1974 medlem af Centrum-Demokraterne, hvor han var aktiv i arbejdet med at udforme partiets første bud på en kulturpolitik. Han angav senere som begrundelse, at han på dette tidspunkt mente, at de konservative var blevet for højreorienterede. Han var dog ikke enig i Centrum-Demokraternes mediepolitik og meldte sig ud igen, hvorefter han var partiløs indtil 1983. I dette år blev han kontaktet af Det Konservative Folkepartis generalsekretær Torben Rechendorff, der tilbød ham en opstillingskreds til Folketinget. Møller accepterede og meldte sig ind i partiet.

### Folketingsmedlem
Per Stig Møller blev opstillet som folketingskandidat for Det Konservative Folkeparti i 1983 i Gentoftekredsen, og året efter blev han valgt ind for Københavns Amtskreds ved Folketingsvalget den 10. januar 1984 og forblev medlem af Folketinget indtil 2015.
I 1987 skiftede han opstillingskreds til Slotskredsen således at ved Folketingsvalget den 10. maj 1988 var det Vestre Storkreds der stemte ham ind.
I 1987 blev han første gang medlem af Europarådets Parlamentariske Forsamling.
Han har været medlem af denne organisation i flere omgange: 1987-1990, 1994-1996, 1998-2001 og fra 2011.
I Regeringen Poul Schlüter IV blev han udpeget som Miljøminister og sad på denne post fra den 18. december 1990 til den 25. januar 1993, da denne regering trak sig som følge af Tamilsagen.
I sin tid som Miljøminister arbejdede han med beslutningen omkring Øresundsforbindelsen og Ørestaden og hørte sammen med blandt andet socialdemokraten Ole Løvig Simonsen til miljøopinionsfløjen i diskussionen, — en fløj der stod over for den mere entusiastiske fløj, repræsenteret ved Svend Auken og Henning Dyremose, og fløjen der ønskede en bilistfinansieret forbindelse frem for skatteyderbetalt, repræsenteret ved især Venstre-medlemmer og en række medlemmer af Det Konservative Folkeparti.
I beslutningerne omkring Ørestaden måtte Per Stig Møller som miljøminister i Folketinget svarer på spørgsmål om den enestående situation hvor Folketinget ved lov tilsidesatte Fredningsnævnets naturfredning af Vestamager, en fredning der havde varet blot 18 timer.
I 1997 kørte den konservative partiformand Hans Engell i spirituspåvirket tilstand ind i en betonklods på Helsingørmotorvejen. Engell trådte tilbage,
og Per Stig Møller overtog formandsposten samme år, men måtte straks se at en gammel dom for spirituskørsel fra 1967 blive afsløret i medierne.
Ved det efterfølgende Folketingsvalg den 11. marts 1998 gik Det Konservative Folkeparti markant tilbage og Per Stig Møller trak sig derefter fra formandsposten.
I opposition i 2001 kritiserede Per Stig Møller den danske presse for at fremmane en lynch-stemning og for at fremkalde "vrede på et forkert og forhastet grundlag", der kunne få lovgiverne til at reagere med "hissa-hussa-hejsa-hovsa-lovgivning". Han kritiserede også pressen for ikke at være dem som gjorde opmærksom på, hvad han mente var statsminister Poul Nyrup Rasmussens "eklatante løftebrud" i forbindelse med efterlønsforliget efter folketingsvalget 1998.

### Minister fra 2001
Efter Folketingsvalget 2001 blev Per Stig Møller udenrigsminister i regeringen som Anders Fogh Rasmussen dannede.
Han fortsatte som udenrigsminister efter Folketingsvalget 2005 og Folketingsvalget 2007, hvor han modtog 13.377 personlige stemmer.
Da Lars Løkke Rasmussen overtog statsministerposten fortsatte Stig Møller som udenrigsminister indtil Løkke Rasmussens regeringsrokade i 2010.
Få uger før Stig Møller tiltrådte som udenrigsminister skete Terrorangrebet den 11. september 2001 hvilket kom til at præge udenrigspolitiken gennem Krigen mod terrorisme, hvor Danmark deltog i Krigen i Afghanistan (2001-nutid).
Danmarks deltagelse i Irakkrigen, skete også medens Stig Møller var udenrigsminister.
I bogen Et land i krig fra 2012 hævdede Gitte Seeberg at Stig Møller først var imod dansk deltagelse i Irakkrigen uden et fornyet FN-mandat, men blev truet til at skifte holdning af statsminister Fogh Rasmussen og partiformanden Bendt Bendtsen.
Stig Møller afviste denne fortolkning af forløbet: Ifølge ham havde han håbet på en ny FN-resolution, men da den ikke kom og vurderingen fra Udenrigsministeriets folkeretskontor med juristen Peter Taksøe-Jensen var positiv, så havde han været positivt indstillet overfor dansk deltagelse.
I første del af Stig Møllers' tid som Udenrigsminister arbejdede han med EU-formandskabet som Danmark overtog den 1. juli 2002 efter Spanien.
Også mens Stig Møller var udenrigsminister havde Danmark formandskabet i FN's Sikkerhedsråd, og han ledede derfor rådets møde i juni 2006.
Ved Løkke Rasmussens regeringsrokade i 2010 blev Stig Møller kulturminister og kirkeminister.
Som kulturminister tog han initiativ til en taleradio, populært kaldet "Radio Møller", der senere fik navnet Radio24syv.
Kanalen var en del af et medieforlig som Stig Møller gennemførte uden om oppositionen.
Med medieforliget kom også 100 millioner kroner øremærket støtte til DR som skulle bruges på en historisk dramaserie.
Dette skulle blive den planlagte 1864 tv-serie.
Under tv-seriens udvikling kom han under anklage for at bryde armslængdeprincippet til DR.
Stig Møller forklarede at hans kontakt til DR's ledelse skyldtes hans pligt til at sige at reglerne for den ekstraordinære bevilling skulle overholdes,
og senere afviste DR også anklagen.
Som ny kirkeminister blev Stig Møller positivt modtaget af Landsforeningen af Menighedsråd.
Ved foreningens årsmøde i maj 2011 annoncerede han at han ville fremsætte et lovforslag i Folketinget om homoseksuelle vielser i Folkekirken.
Det blev dog ikke Stig Møller der kom til at fremsætte lovforslaget: Efter regeringsskiftet var det Social- og integrationsministeren Karen Hækkerup der i marts 2012 kunne fremsætte det,
og ved afstemningen den 7. juni 2012 stemte han for.

### Afgang som minister
Ved Folketingsvalget 2011 modtog han 7.093 personlige stemmer. Dette var ganske vist det største antal personlige stemmer i Københavns Storkreds for en konservativ kandidat, men ikke desto mindre næsten en halvering af stemmetallet i 2007 på 13.377.
I efteråret 2012 overgav han to centrale poster i Folketinget til Lene Espersen med virkning fra årsskiftet.
Det var posterne som udenrigsordfører og som medlem af Udenrigspolitisk Nævn.
Efter sommergruppemødet i 2013 udnævnte den konservative folketingsgruppe ham til EU-ordfører.
Til Folketingsvalget 2015 valgte Stig Møller ikke at genopstille
og forlod derfor Folketinget den 18. juni 2015.

## Tillidshverv og hædersbevisninger
Af tillidsposter har Møller været landsformand for Konservative Gymnasiaster 1960-61 og næstformand for Konservative Studenter 1961-62. Han var Studenterforeningens ledende senior 1970-72, landsformand for FOF 1983-89, formand for Den Konservative Klub fra 1995 og politisk ordfører 1997-98 samt formand for Det Konservative Folkeparti 1997-98.
Stig Møller er Kommandør af 1. grad af Dannebrogordenen og Chevalier des Arts et des Lettres.
Han modtog i 2001 Danmark Radios Rosenkjærpris og i 2015 Niels Ebbesen Medaljen. I 2020 modtog Stig Møller Berlingskes Fonsmark-prisen med en præmiesum på 250.000 kr.